# طلال صبحي
طلال مبارك صبحي لاعب كرة قدم سعودي سابق.

## مسيرته الرياضية
شارك مع المنتخب في أولمبياد لوس أنجلوس 1984م والبطولة العربية السادسة بالمغرب وبطولة العرب بالطائف 1985م، وحقق مع النادي الأهلي بطولات كأس الملك (1403هـ) والدوري (1404هـ) وبطولة التعاون 1405هـ، ونال لقب هداف البطولة برصيد 5 أهداف.

## اعتزاله
اعتزل مبكرة نهاية موسم 1409هـ إثر إصابته بالرباط الصليبي.